# Northern Star (canção)
"Northern Star" é o segundo single de Melanie C, lançado em 1999.

CD "Uga Uga Internacional" que a canção "Northern Star" esteve incluída.

A canção esteve incluída na trilha sonora internacional da telenovela da Rede Globo, Uga Uga, exibida entre 2000 e 2001.

## Faixas
UK Single - CD1
1. "Northern Star" (Single Version)
2. "Follow Me"
3. "Northern Star" (Full Version)
4. "Northern Star" (Vídeo)

UK Single - CD2
1. "Northern Star" (Single Version)
2. "Northern Star" (Acoustic Version)
3. "Something's Gonna Happen"

UK Cassette
1. "Northern Star" (Single Version)
2. "Follow Me"
3. "Northern Star" (Full Version)

## Desempenho nas paradas musicais
| Parada musical (1999)     | Posição |
| ------------------------- | ------- |
| UK Singles Charts         | 4       |
| Canadian Singles Charts   | 36      |
| Portuguese Singles Charts | 16      |
| Italian Singles Charts    | 4       |
| German Singles Charts     | 50      |
| Austrian Singles Charts   | 24      |
| Australian Singles Charts | 82      |
| Irish Singles Charts      | 31      |
| Eurochart Hot 100         | 31      |
| Swedish Singles Charts    | 7       |
| Finland Singles Charts    | 16      |
| Swiss Singles Charts      | 75      |
| Japanese Singles Charts   | 99      |
| United World Chart        | 26      |